# Дзурлини, Валерио
Валерио Дзурлини (итал. Valerio Zurlini; 19 марта 1926 года, Болонья — 26 октября 1982 года, Верона) — итальянский кинорежиссёр и сценарист.

## Биография
Во время учёбы на юридическом факультете Римского университета ставил студенческие спектакли. В 1943 году примкнул к итальянскому Сопротивлению, вступил в коммунистическую партию. После войны начал снимать документальные короткометражные фильмы, а в 1954 году поставил свой первый игровой фильм «Девушки из Сан-Фредиано» по роману Васко Пратолини. К его творчеству Дзурлини обратился ещё раз, сняв фильм «Семейная хроника», в 1962 году получивший Золотого льва на Венецианском кинофестивале (вместе с «Ивановым детством» Тарковского). Последний фильм Дзурлини, «Пустыня Тартари» по роману Дино Буццати, удостоился двух премий «Давид ди Донателло» (лучший фильм и лучший режиссёр) и Серебряной ленты за лучшую режиссуру. Преподавал в Экспериментальном центре кинематографии. Умер 26 октября 1982 года в Вероне от последствий желудочно-кишечного кровотечения, вызванного циррозом печени.

## Фильмография
- 1954 — Девушки из Сан-Фредиано / Le ragazze di San Frediano
- 1959 — Жестокое лето / Estate violenta
- 1961 — Девушка с чемоданом / La ragazza con la valigia
- 1962 — Семейная хроника / Cronaca familiare
- 1965 — Солдатские девки / Le soldatesse (в сов. прокате «Они шли за солдатами»)
- 1968 — Сидящий одесную / Seduto alla sua destra
- 1972 — Первая ночь покоя / La prima notte di quiete
- 1976 — Пустыня Тартари / Il deserto dei tartari